# Arme Violetta
Arme Violetta ist ein deutsches Stummfilmdrama aus dem Jahre 1920 von Paul Ludwig Stein mit Pola Negri in der Hauptrolle.

## Handlung
Die Geschichte nimmt Dumas‘ Die Kameliendame zur Vorlage und transponiert sie in die Moderne (frühes 20. Jahrhundert) und in eine andere Umgebung.
Violetta entstammt einer zerrütteten Familie. Ihr Vater ist ein Trinker und schlägt sie, woraufhin das Mädchen ihrem Elternhaus entflieht. Sie arbeitet fortan als Blumenmädchen und kann sich damit mehr schlecht als recht ernähren. Infolge eines Autounfalls lernt sie die so genannten „besseren Kreise“ kennen. Nachdem sie die Geliebte eines gelangweilten Tunichtguts und Taugenichts wird, lernt sie den Schriftsteller Alfred Germont kennen und wird von ihm in sein Haus aufgenommen.
Aus Rücksicht auf Alfreds kranke Schwester Cläre und beider Vater, der Violetta nicht für „den richtigen Umgang“ Alfreds hält, verlässt sie den talentierten Autoren unter einem fadenscheinigen Vorwand wieder. Und wieder gerät die arme Violetta an einen feudalen Lebemann, der sich ausschließlich den Freuden des Lebens widmet, der ihr aber nicht gut tut. Violetta hat Alfred, ihre große Liebe, nicht vergessen. Schließlich erkrankt sie wenige Monate später schwer an der Lunge. Am Sterbebett kommt es zur Versöhnung mit Alfred, dann haucht Violetta ihr Leben aus.

## Produktionsnotizen
Arme Violetta entstand im Union-Ufa-Atelier in Berlin-Tempelhof. Der Film passierte am 21. Dezember 1920 die Zensur, erhielt Jugendverbot, und wurde Heiligabend desselben Jahres im U.T. Kurfürstendamm uraufgeführt. Die Länge des Fünfakters betrug 2070 Meter.

## Kritik
Paimann’s Filmlisten resümierte: „Stoff, Spiel und Szenerie ausgezeichnet, Photos sehr gut. Ein Schlager.“